# Drugi rząd Sebastiana Kurza
Drugi rząd Sebastiana Kurza – federalny rząd Republiki Austrii urzędujący od 2020 do 2021.
Po wyborach parlamentarnych w 2017 powołany został rząd Sebastiana Kurza tworzony przez zwycięską Austriacką Partię Ludową (ÖVP) oraz Wolnościową Partią Austrii (FPÖ). W maju 2019 media opublikowały pochodzące z lipca 2017 nagrania kompromitujące lidera FPÖ Heinza-Christiana Strache. Konsekwencją afery był rozpad koalicji i odwołanie należących do FPÖ członków rządu. 27 maja 2019, dzień po zwycięskich dla ludowców eurowyborach, parlament głosami SPÖ i niedawnego koalicjanta przegłosował wobec rządu wotum nieufności. 3 czerwca prezydent Alexander Van der Bellen dokonał zaprzysiężenia członków przejściowego eksperckiego rządu Brigitte Bierlein.
Jednocześnie przystąpiono do organizacji przedterminowych wyborów parlamentarnych. Odbyły się ne 29 września 2019, a w ich wyniku wyłoniono Radę Narodową XXVII kadencji. Zwycięstwo odniosła Austriacka Partia Ludowa, uzyskując 71 mandatów (o 9 więcej niż poprzednio). Straty odnotowali socjaldemokraci i FPÖ, a do niższej izby parlamentu z dobrym wynikiem wyborczym powrócili Zieloni.
Na początku października lider ludowców Sebastian Kurz otrzymał misję utworzenia nowego rządu. Po kilku tygodniach zawarto porozumienie o rozpoczęciu oficjalnych negocjacji z Zielonymi, powołano następnie liczne zespoły negocjacyjne celem ukształtowania przyszłego programu rządowego.
1 stycznia 2020 ogłoszono oficjalne porozumienie koalicyjne, które dwa dni później zaaprobował kongres Zielonych. W międzyczasie przedstawiono też skład nowego gabinetu. Sebastian Kurz jako kanclerz oraz członkowie jego gabinetu zostali zaprzysiężeni przez prezydenta 7 stycznia 2020, tym samym nowy rząd rozpoczął wówczas funkcjonowanie. 29 stycznia 2020 dokonano modyfikacji w zakresie obowiązków części ministrów w związku ze zmianami w strukturze organizacyjnej rządu.
9 października 2021 Sebastian Kurz ogłosił rezygnację z urzędu kanclerza w związku z prowadzonym postępowaniem dotyczącym defraudacji funduszy publicznych. Na swojego następcę zaproponował dotychczasowego ministra spraw zagranicznych. Alexander Schallenberg został zaprzysiężony 11 października 2021. Skład jego gabinetu pozostał praktycznie bez zmian w porównaniu z poprzednim rządem (poza powołaniem nowego ministra spraw zagranicznych).

## Skład rządu
| Funkcja                                                                    | Zdjęcie | Imię i nazwisko        | Od               | Do                   | Partia             |
| -------------------------------------------------------------------------- | ------- | ---------------------- | ---------------- | -------------------- | ------------------ |
| Kanclerz                                                                   |         | Sebastian Kurz         | 7 stycznia 2020  | 11 października 2021 | ÖVP                |
| Wicekanclerz, minister sztuki, kultury, służby cywilnej i sportu           |         | Werner Kogler          | 7 stycznia 2020  | 11 października 2021 | Zieloni            |
| Minister spraw zagranicznych i europejskich                                |         | Alexander Schallenberg | 7 stycznia 2020  | 11 października 2021 | bezp. (z puli ÖVP) |
| Minister spraw społecznych, zdrowia, pielęgniarstwa i konsumentów          |         | Rudolf Anschober       | 7 stycznia 2020  | 19 kwietnia 2021     | Zieloni            |
| Minister spraw społecznych, zdrowia, pielęgniarstwa i konsumentów          |         | Wolfgang Mückstein     | 19 kwietnia 2021 | 11 października 2021 | Zieloni            |
| Minister edukacji, nauki i badań naukowych                                 |         | Heinz Faßmann          | 7 stycznia 2020  | 11 października 2021 | bezp. (z puli ÖVP) |
| Minister cyfryzacji i biznesu                                              |         | Margarete Schramböck   | 7 stycznia 2020  | 11 października 2021 | ÖVP                |
| Minister finansów                                                          |         | Gernot Blümel          | 7 stycznia 2020  | 11 października 2021 | ÖVP                |
| Minister spraw wewnętrznych                                                |         | Karl Nehammer          | 7 stycznia 2020  | 11 października 2021 | ÖVP                |
| Minister obrony                                                            |         | Klaudia Tanner         | 7 stycznia 2020  | 11 października 2021 | ÖVP                |
| Minister rolnictwa, spraw regionalnych i turystyki                         |         | Elisabeth Köstinger    | 7 stycznia 2020  | 11 października 2021 | ÖVP                |
| Minister sprawiedliwości                                                   |         | Alma Zadić             | 7 stycznia 2020  | 11 października 2021 | Zieloni            |
| Minister klimatu, środowiska, energii, mobilności, innowacji i technologii |         | Leonore Gewessler      | 7 stycznia 2020  | 11 października 2021 | Zieloni            |
| Minister pracy, rodziny i młodzieży                                        |         | Christine Aschbacher   | 7 stycznia 2020  | 11 stycznia 2021     | ÖVP                |
| Minister pracy                                                             |         | Martin Kocher          | 11 stycznia 2021 | 11 października 2021 | bezp. (z puli ÖVP) |
| Minister ds. kobiet, rodziny, młodzieży i integracji                       |         | Susanne Raab           | 7 stycznia 2020  | 11 października 2021 | ÖVP                |
| Minister ds. Unii Europejskiej                                             |         | Karoline Edtstadler    | 7 stycznia 2020  | 11 października 2021 | ÖVP                |